# Pachydota rosenbergi
Pachydota rosenbergi är en fjärilsart som beskrevs av Rothschild 1909. Pachydota rosenbergi ingår i släktet Pachydota och familjen björnspinnare. Inga underarter finns listade i Catalogue of Life.